# Alfa Brouwerij
De Alfa Brouwerij is een middelgrote bierbrouwerij met eigen waterbron in Thull (gemeente Beekdaelen).

## Geschiedenis
Joseph Meens stichtte in 1870 in buurtschap Thull vlak bij Schinnen de Meens Bierbrouwerij. De brouwerij werd gecombineerd met een boerderij. Het brouwen van bier en het verkopen van bostel leverde een beter inkomen op. Aanvankelijk maakte men hooggegiste bieren, rond de eeuwwisseling schakelde de brouwerij over op het 'Beiersch' bier, bier van ondergisting. Tot 1960 werd Alfa-bier alleen in de omgeving gedronken. Daarna raakte het in het hele land verkrijgbaar.
Meens Brouwerij – Alfa is de productnaam, maar de brouwerij wordt vaak ook zo genoemd – is een onafhankelijk familiebedrijf. In 1993 startte de export naar Duitsland, Amerika en Engeland, later ook naar Griekenland en Italië. Er komen steeds meer seizoensbieren op fust. Sinds het 125-jarig bestaan in 1995 is het bedrijf hofleverancier. Een proeflokaal werd in 2009 geopend, het is tevens gebruikt als opnameruimte van de Limburgse tv-zender L1 voor het programma 'Muziekfabriek' waarin Limburgse muzikanten optreden. Anno 2005 geeft de vierde generatie Meens leiding aan de brouwerij.

## Waterbron
Het water waarmee het bier wordt gebrouwen, wordt opgepompt uit een eeuwenoude diepe bron in Schinnen. Het zachte en zuivere water is zonder bewerking geschikt om mee te brouwen en werd al door oprichter Meens gebruikt. Per jaar mag maar een beperkte hoeveelheid van dit water worden opgepompt. Hierom worden alle etiketten van de bierflesjes genummerd. Met een etiketteermachine worden de nummers met behulp van een lasertechniek op de sluitzegels aangebracht.
De bron werd in 1993 door het toenmalige ministerie van WVC officieel erkend. De brouwerij voldoet daarmee aan de bepalingen van het Natuurlijk Mineraal- en Bronwaterbesluit. Het is volgens de definitie 'bacteriologisch gezond water, een watervlak of een onderaardse laag tot oorsprong hebbende, afkomstig van een bron geëxploiteerd door een of meer natuurlijke of kunstmatige ontspringingspunten'. Het water – dat ongeveer 1000 jaar oud is – heeft een natuurlijke zuivering ondergaan doordat het door grind- en kalksteenlagen gezakt is tot op een diepte van 152 meter. De bron is een van de tien erkende bronnen in Nederland, ze heeft een capaciteit van ongeveer 30 miljoen liter per jaar, zo'n 15 miljoen liter daarvan wordt gebruikt door de brouwerij.

## Het bier
Tot begin jaren zestig leverde de brouwerij vrijwel uitsluitend fustbier. Daarna is men gaan bottelen en in 2015 ging ruim 95 % van de productie op fles naar de klant. Het fust bevatte 40 liter bier en had aanvankelijk een intern koolzuurcompartiment. In 1996 werd van dit systeem afgestapt, omdat het bier onder in het vat soms niet goed meer te tappen was.

## Onderscheidingen
- Tijdens de 31e wereldselectie van bieren op 23 september 1992 in Amsterdam behaalden hun Alfa Edel Pils en Alfa Super Dortmunder een gouden medaille.
- Twee jaar later behaalde Alfa Premium Holland Beer eveneens een gouden medaille.
- Op de Dutch Beer Challenge 2018 viel ze weer in de prijzen met Zilver voor de Edel Pils en Brons voor de Lentebok uit een inzending van 400 bieren.[2][3]
- Nog een keer Brons in 2018 op de Brussels Beer Challenge een prijs voor de ALFA Krachtig Dort.
- In 2019 kreeg Alfa Edel Pils brons tijdens de Dutch Beer Challenge,[4] twee keer zilver tijdens Londen Beer Competition en U.S.A. Beer Rating en goud op de World Beer Awards. Alfa Krachtig Dort verkreeg dat jaar brons tijdens Brussels Beer Challenge, zilver tijdens U.S.A. Beer Rating en werd winnaar van Nederland tijdens de World Beer Awards.
- In 2020 waren er op de London Beer Competition wederom prijzen voor Alfa Edel Pils en Alfa Krachtig Dort. Binnen de categorie international lager haalde Alfa Edel Pils de hoogste score. Daarmee mag Alfa Edel Pils zich in 2020 'beste pils ter wereld' noemen. Alfa Krachtig Dort kreeg in de categorie Pale Malty European Lager bier een zilveren medaille. Tijdens de World Beer Awards van 2020 wist Alfa bier in de top drie te geraken met een zilveren medaille voor Alfa Edel Pils en brons voor Alfa Krachtig Dort.

## Assortiment
- Alfa Herfstbok
- Alfa Edel Pils
- Alfa Lente Bok
- Alfa Donker Bruin
- Alfa Krachtig Dort
- Alfa Super Strong 9.2

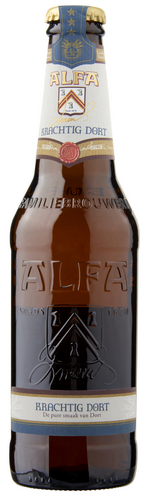
Een flesje Alfa Krachtig Dort.

- Ongefilterd PUUR (beperkt verkrijgbaar)

### Uit het assortiment
- Alfa Alaaf
- Alfa Malz
- Alfa Midzomer Bier
- Eindhoven Special Reserve Dutch Lager
- Fresh Holiday Beer
- Gijsbrecht Pils
- Holtland Noble Pilsner
- Imported Secks
- Nationaal Enkabé Oud Bruin
- Nationaal Enkabé Pilsener
- Par Malz
- Rotterdam Premium Lager Beer
- Shag Premium Lager